# Cayetano Navarro
Tiburcio Manuel Cayetano Navarro Fontes (nació el 6 de agosto de 1811, San Miguel de Horcasitas, Sonora - falleció alrededor del año 1870) es un Héroe Civil mexicano, quien se cubrió de Honores en la Batalla de Guaymas el 13 de julio de 1854.

## Biografía
Nació en San Miguel de Horcasitas el 6 de agosto de 1811 y años después vivió en Hermosillo y durante muchos años en Guaymas en donde tuvo una destacada actuación en lo social, en lo militar, en lo político y en las actividades empresariales.
Se casó en Hermosillo el 6 de mayo de 1837 con María Trinidad Montijo Carpena y de ese matrimonio nacieron: Cayetano Carlos Navarro Montijo, Jesús María Navarro Montijo, María Luisa Navarro Montijo y Dolores Navarro Montijo.
Abuelo materno de Alberto Mascareñas Navarro, a través de su hija  Maria Luisa Navarro Montijo.

## Batalla de Guaymas
Fue Jefe Político en Hermosillo, Prefecto de Distrito en Guaymas (1849-1851), Diputado local y Secretario de Gobierno en 1848.  Le tocó participar en numerosos eventos importantes pues fue oficial de la Guardia Nacional en 1852 cuando tuvo lugar la toma de Hermosillo por el conde francés Gaston de Raousset-Boulbon y se distinguió como jefe del Batallón de Urbanos de Guaymas que derrotó, junto con las fuerzas del general José María Yáñez, al mismo Raousset el 13 de julio de 1854 en la Batalla de Guaymas en la que las tropas nacionales defendieron con éxito el territorio nacional.
Cuando cerca de 400 hombres, la mayoría franceses, llegaron a Guaymas en 1854, contratados por el gobierno de la república para que fueran a la frontera con Estados Unidos a establecer unos presidios militares que servirían para contener las depredaciones de los apaches, apareció de nuevo el conde Gaston de Raousset-Boulbon quien los convenció para que trataran de apoderarse del puerto y luego de todo el estado.
Cayetano Navarro fue nombrado Comandante en Jefe del grupo militarizado de ciudadanos guaymenses que se integró para auxiliar a las tropas regulares del general Yáñez y que fue conocido como “Batallón de Urbanos”.
Los franceses atacaron a nuestras tropas el 13 de julio de ese año pero las armas nacionales lograron derrotar a los filibusteros y el conde fue capturado y sometido a juicio.  Al ser encontrado culpable de sedición, fue fusilado el 12 de agosto de 1854,  En los años subsecuentes, cada 13 de julio se reunían los veteranos de esa batalla frente a la casa de su respetado jefe, don Cayetano, para desde ahí iniciar el desfile conmemorativo que se llevaba a cabo cada año en Guaymas.
Los antiguos Urbanos vestían sus ropas militares, mostraban con orgullo sus medallas y recordaban los detalles de la batalla que habían librado contra los extranjeros.
Entre los que participaron en la batalla se contaba un jovencito yaqui de 17 años de edad que vivía en casa de nuestro personaje pues sus padres se lo habían encomendado para que le diera trabajo y educación básica. Años después este indígena sería famoso como Capitán General de la tribu yaqui.  Se llamaba José María Leyva Pérez y era conocido como “Cajeme”

## La Leyenda de Lola Casanova y Coyote-Iguana
Siendo Prefecto de Distrito en Guaymas, tuvo lugar el secuestro de Lola Casanova en el sitio denominado “El Huérfano”, en febrero de 1850, al norte de Guaymas sobre el camino a Hermosillo.  Este hecho ha sido narrado en libros y en películas hasta formar la hermosa leyenda de la joven guaymense que es raptada por el indígena seri Coyote-Iguana y sobre el cual se han elaborado muchos relatos por parte de la imaginación popular hasta llegar a nuestros días y en los que ya no se sabe cuál es la realidad y cuál la ficción.
A Cayetano Navarro le tocó encabezar la campaña militar que fue a territorio de los seris para tratar de rescatar a Lola y a otras mujeres y niñas que también habían sido secuestradas.
En el documento conocido como “Carta Navarro” y fechado el 24 de abril de 1850, le informa al gobernador del estado sobre el resultado de la campaña, sobre las operaciones militares, ennumera a los indígenas muertos o presos y a las personas rescatadas, etc… En una parte interesante de este reporte dice Cayetano Navarro lo siguiente: “Por nuestra parte tenemos que lamentar la muerte de la joven doña Dolores Casanova a quien sacrificaron pocas horas después de la acción del Batamote, a consecuencia de habérsele muerto al enemigo una mujer herida de bala en la misma acción”.
Aunque parece ser que Navarro no vio personalmente el cadáver de Dolores Casanova, reportó su muerte y esto contradice todo lo que se ha escrito sobre los supuestos amores entre Lola Casanova y Coyote-Iguana pero de todas maneras la leyenda ha persistido y forma parte importante del folklore sonorense.

## Legado de San Carlos Nuevo Guaymas
Otro hecho importante relacionado con Cayetano Navarro es que era propietario de unos enormes terrenos frente al mar en los que tenía varios ranchos ganaderos y algunas siembras.
A este enorme predio de varios miles de hectáreas se le conocía como “El Baviso de Navarro” y posteriormente se dividió en cuatro partes como herencia para sus nietos. Actualmente ahí se encuentra el moderno centro turístico San Carlos Nuevo Guaymas que fue fundado por Rafael T. Caballero en los cuatro predios conocidos como “Los Algodones”, “San Carlos”, “El Baviso” y “El Represo” que adquirió por compra a los herederos de María Luisa Navarro Montijo y su esposo Manuel Mascareñas. Todavía en los años 50s del siglo pasado, lo que hoy es un pujante lugar para el turismo era un sitio alejado de Guaymas que era visitado ocasionalmente por personas que iban ahí de paseo o cacería. Para los años 60s fue cuando comenzó a desarrollarse al área con los primeros hoteles, marinas turísticas, restaurantes y otros servicios.

## Muerte
Cayetano Navarro Fontes tuvo una muerte trágica e inesperada. Una noche, en Mulegé, Baja California Sur, en los años 1870 jugaba cartas en la casa de un amigo,  En la calle comenzó una pendencia y él salió con ánimo de propiciar la paz.  Una bala perdida fue a incrustársele en el cráneo y le arrancó la vida.
De esta manera se cerró el ciclo vital de quien fuera destacado hombre de mediados del siglo XIX en Sonora, que aunque no nació en Guaymas vivió muchos años en el puerto, tuvo negocios, ocupó puestos públicos y participó en diversos eventos relacionados con la historia de Sonora.

## Legado histórico
- Sus terrenos conformaron la comisaría y hoy centro Turístico de Guaymas (San Carlos)
- Desgraciadamente no se le ha dado el reconocimiento como lo fue con la señora Loreto Encinas de Avilés